# MAP3K1
Mitogen-aktivirana protein kinaza kinaza kinaza 1 je enzim koji je kod ljudi kodiran MAP3K1 genom.
, ili  kinaza, je serin/treonin kinaza koja ima ključnu ulogu u mreži enzima fosforilacije koji integrišu ćelijske odgovore na brojne mitogene i metaboličke stimuluse, uključujući insulin (MIM 176730) i mnoge faktore rasta.
Genetika miša je ustanovila da je ova kinaza važna u: korektnoj embriogenezi, keratinocit migraciji, T ćelijskoj citokinskoj produkciji i B ćelijskoj produkciji antitela.

## Interakcije
Za MAP3K1 je bilo pokazano da interaguje sa C-Raf, , , , , ,  i UBE2I.

## Literatura
- Lee FS, Hagler J, Chen ZJ, Maniatis T (1997). „Activation of the IkappaB alpha kinase complex by MEKK1, a kinase of the JNK pathway.”. Cell. 88 (2): 213—22. PMID 9008162. doi:10.1016/S0092-8674(00)81842-5.
- Siow YL; Kalmar GB; Sanghera JS;  . (1997). „Identification of two essential phosphorylated threonine residues in the catalytic domain of Mekk1. Indirect activation by Pak3 and protein kinase C.”. J. Biol. Chem. 272 (12): 7586—94. PMID 9065412. doi:10.1074/jbc.272.12.7586.
- Su YC; Han J; Xu S;  . (1997). „NIK is a new Ste20-related kinase that binds NCK and MEKK1 and activates the SAPK/JNK cascade via a conserved regulatory domain.”. EMBO J. 16 (6): 1279—90. PMC 1169726 . PMID 9135144. doi:10.1093/emboj/16.6.1279.
- Wu Z, Wu J, Jacinto E, Karin M (1997). „Molecular cloning and characterization of human JNKK2, a novel Jun NH2-terminal kinase-specific kinase.”. Mol. Cell. Biol. 17 (12): 7407—16. PMC 232596 . PMID 9372971.
- Xu S, Cobb MH (1998). „MEKK1 binds directly to the c-Jun N-terminal kinases/stress-activated protein kinases.”. J. Biol. Chem. 272 (51): 32056—60. PMID 9405400. doi:10.1074/jbc.272.51.32056.
- Fanger GR; Widmann C; Porter AC;  . (1998). „14-3-3 proteins interact with specific MEK kinases.”. J. Biol. Chem. 273 (6): 3476—83. PMID 9452471. doi:10.1074/jbc.273.6.3476.
- Hirai S; Noda K; Moriguchi T;  . (1998). „Differential activation of two JNK activators, MKK7 and SEK1, by MKN28-derived nonreceptor serine/threonine kinase/mixed lineage kinase 2.”. J. Biol. Chem. 273 (13): 7406—12. PMID 9516438. doi:10.1074/jbc.273.13.7406.
- Saltzman A; Searfoss G; Marcireau C;  . (1998). „hUBC9 associates with MEKK1 and type I TNF-alpha receptor and stimulates NFkappaB activity.”. FEBS Lett. 425 (3): 431—5. PMID 9563508. doi:10.1016/S0014-5793(98)00287-7.
- Guan Z; Buckman SY; Pentland AP;  . (1998). „Induction of cyclooxygenase-2 by the activated MEKK1 --> SEK1/MKK4 --> p38 mitogen-activated protein kinase pathway.”. J. Biol. Chem. 273 (21): 12901—8. PMID 9582321. doi:10.1074/jbc.273.21.12901.
- Lee FS, Peters RT, Dang LC, Maniatis T (1998). „MEKK1 activates both IkappaB kinase alpha and IkappaB kinase beta.”. Proc. Natl. Acad. Sci. U.S.A. 95 (16): 9319—24. PMC 21336 . PMID 9689078. doi:10.1073/pnas.95.16.9319.
- Yuasa T, Ohno S, Kehrl JH, Kyriakis JM (1998). „Tumor necrosis factor signaling to stress-activated protein kinase (SAPK)/Jun NH2-terminal kinase (JNK) and p38. Germinal center kinase couples TRAF2 to mitogen-activated protein kinase/ERK kinase kinase 1 and SAPK while receptor interacting protein associates with a mitogen-activated protein kinase kinase kinase upstream of MKK6 and p38.”. J. Biol. Chem. 273 (35): 22681—92. PMID 9712898.
- Pomérance M; Multon MC; Parker F;  . (1998). „Grb2 interaction with MEK-kinase 1 is involved in regulation of Jun-kinase activities in response to epidermal growth factor.”. J. Biol. Chem. 273 (38): 24301—4. PMID 9733714. doi:10.1074/jbc.273.38.24301.
- Xia Y; Wu Z; Su B;  . (1998). „JNKK1 organizes a MAP kinase module through specific and sequential interactions with upstream and downstream components mediated by its amino-terminal extension.”. Genes Dev. 12 (21): 3369—81. PMC 317229 . PMID 9808624. doi:10.1101/gad.12.21.3369.
- Nemoto S, DiDonato JA, Lin A (1998). „Coordinate regulation of IkappaB kinases by mitogen-activated protein kinase kinase kinase 1 and NF-kappaB-inducing kinase.”. Mol. Cell. Biol. 18 (12): 7336—43. PMC 109315 . PMID 9819420.
- Yujiri T, Sather S, Fanger GR, Johnson GL (1998). „Role of MEKK1 in cell survival and activation of JNK and ERK pathways defined by targeted gene disruption.”. Science. 282 (5395): 1911—4. PMID 9836645. doi:10.1126/science.282.5395.1911.
- Baud V; Liu ZG; Bennett B;  . (1999). „Signaling by proinflammatory cytokines: oligomerization of TRAF2 and TRAF6 is sufficient for JNK and IKK activation and target gene induction via an amino-terminal effector domain.”. Genes Dev. 13 (10): 1297—308. PMC 316725 . PMID 10346818. doi:10.1101/gad.13.10.1297.
- Kopp E; Medzhitov R; Carothers J;  . (1999). „ECSIT is an evolutionarily conserved intermediate in the Toll/IL-1 signal transduction pathway.”. Genes Dev. 13 (16): 2059—71. PMC 316957 . PMID 10465784. doi:10.1101/gad.13.16.2059.
- Ito M; Yoshioka K; Akechi M;  . (1999). „JSAP1, a novel jun N-terminal protein kinase (JNK)-binding protein that functions as a Scaffold factor in the JNK signaling pathway.”. Mol. Cell. Biol. 19 (11): 7539—48. PMC 84763 . PMID 10523642.
- Minamino T; Yujiri T; Papst PJ;  . (2000). „MEKK1 suppresses oxidative stress-induced apoptosis of embryonic stem cell-derived cardiac myocytes.”. Proc. Natl. Acad. Sci. U.S.A. 96 (26): 15127—32. PMC 24784 . PMID 10611349. doi:10.1073/pnas.96.26.15127.
- Nicholas C. Price; Lewis Stevens (1999). Fundamentals of Enzymology: The Cell and Molecular Biology of Catalytic Proteins (Third изд.). USA: Oxford University Press. ISBN 019850229X.
- Eric J. Toone (2006). Advances in Enzymology and Related Areas of Molecular Biology, Protein Evolution (Volume 75 изд.). Wiley-Interscience. ISBN 0471205036.
- Branden C; Tooze J. Introduction to Protein Structure. New York, NY: Garland Publishing. ISBN 0-8153-2305-0.
- Irwin H. Segel. Enzyme Kinetics: Behavior and Analysis of Rapid Equilibrium and Steady-State Enzyme Systems (Book 44 изд.). Wiley Classics Library. ISBN 0471303097.
- William P. Jencks (1987). Catalysis in Chemistry and Enzymology. Dover Publications. ISBN 0486654605.